# Vreugdevuur van de ijdelheden

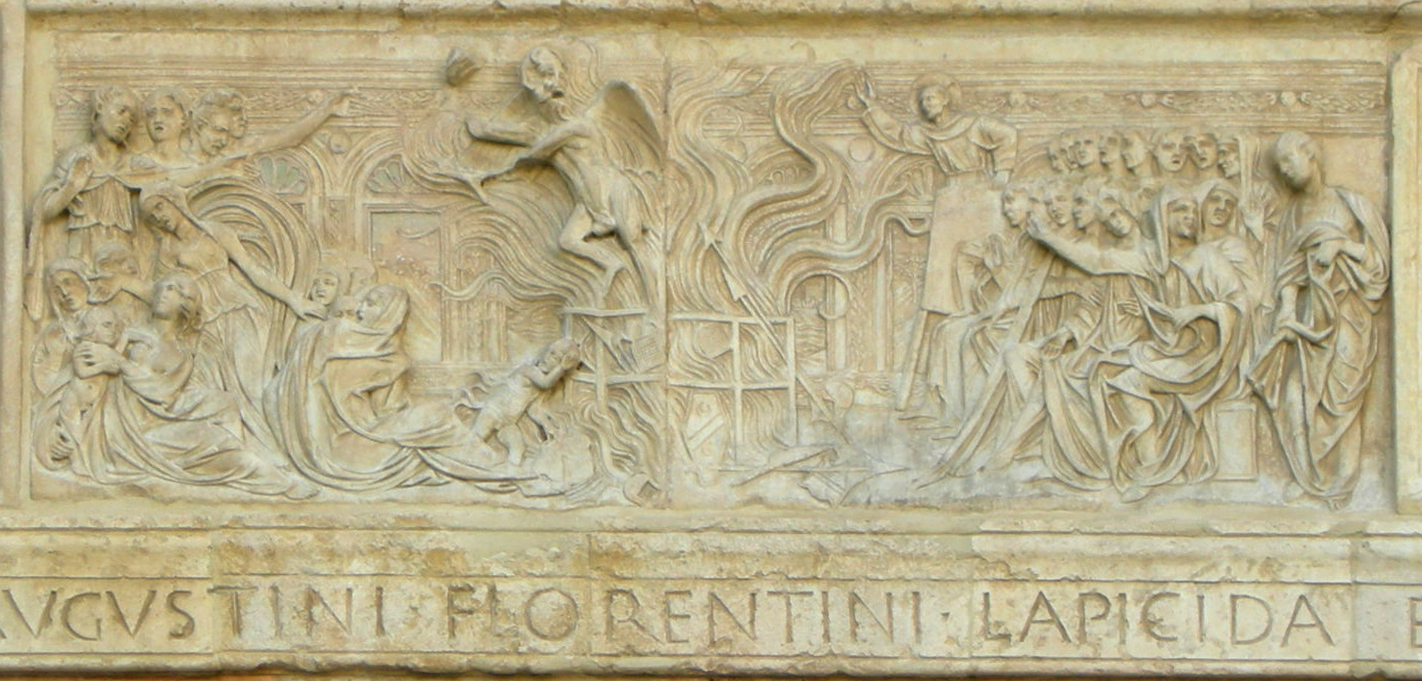
Bernardinus van Siena organiseert een vreugdevuur van de ijdelheden in Perugia

Vreugdevuur van de ijdelheden verwijst naar het verbranden van voorwerpen die beschouwd worden als aanstichtend tot ijdelheid, een hoofdzonde volgens het katholicisme. Het meest beruchte vreugdevuur van de ijdelheden werd gehouden op Vette dinsdag 1497, toen aanhangers van Girolamo Savonarola duizenden voorwerpen verzamelden en publiekelijk verbrandden waaronder boeken, cosmetica en kunst.
Vreugdevuren van de ijdelheden waren eerder in de 15e eeuw al gehouden door Bernardinus van Siena om zijn publieke sermoenen kracht bij te zetten.
De focus van deze vernielingen was gericht op datgene wat aanleiding kon geven tot zonde, voorwerpen van ijdelheid inbegrepen zoals spiegels, schilderijen, beeldhouwwerken, speelkaarten en zelfs muziekinstrumenten. Ook boeken die men catalogeerde als immoreel, zoals werken van Giovanni Boccaccio en manuscripten van sommige seculiere gezangen werden verbrand.
Hoewel veel bronnen vermelden dat de Florentijnse kunstenaar Sandro Botticelli verscheidene van zijn schilderijen met thema's uit de klassieke mythologie vernielde tijdens het vreugdevuur in Florence is hiervan geen historisch bewijs.

## IJdelheid en kunst
Wanneer de ijdelheid in de kunst wordt verbeeld, kan zo'n werk een vanitaskunstwerk genoemd worden; bekend zijn de vanitasstillevens.